# Specksrod
Specksrod ist ein abgegangener Weiler bei Gunzenhausen im mittelfränkischen Landkreis Weißenburg-Gunzenhausen. Die Wüstung und seine Flur lagen nordöstlich des Burgstalles zwischen Gunzenhausen und dem heutigen Gunzenhäuser Ortsteil Frickenfelden.

## Ortsname
Der Ortsname wurde verschieden gedeutet. Eine nachvollziehbare Deutung ist „Zu dem neu gerodeten Land, wo sich Spechte aufhalten.“

## Geschichte
Die nach der Römerzeit ab dem 3. Jahrhundert wieder bewaldete spätere Speckrodflur dürfte im 8. Jahrhundert dem Kloster Gunzenhausen zur Holznutzung gedient haben, war aber Königswald. Im 12. Jahrhundert ging dieser königliche Waldbesitz durch Rodung an die Grafen von Truhendingen über, die bestrebt waren, ihr Herrschaftsgebiet auszubauen und das Holz für ihren Burgenbau auf dem vorderen Schloßbuck benötigten. Die auf dem Rodungsareal entstandene Siedlung abhängiger Bauern ist im frühen 15. Jahrhundert erstmals erwähnt: 1402 empfing Chuntz von Lentersheim „den hoffe genant Spexrode“, den zuvor Vlrich von Müre (= Muhr) innegehabt hatte. 1426, als Engelhard von Muhr, zwei Teile der Höfe von „Spexrod“ von Graf Ludwig von Oettingen zu Lehen hatte, verkaufen die Vormünder des Engelhard „Speckßrod“ an den Bürgermeister, den Rat, den Spitalmeister und an das Spital Gunzenhausen. Die Siedlung ist zu einem unbekannten Zeitpunkt aufgegeben worden. Spätestens im 19. Jahrhundert ist Specksrod nur noch ein Flurname. Heute ist das Gelände als städtischer Grund überbaut.